# Melbourne, Derbyshire
Melbourne är en stad och civil parish i South Derbyshire i Derbyshire i England. Orten har 4 843 invånare (2011). Byn nämndes i Domedagsboken (Domesday Book) år 1086, och kallades då Milebvrne.